# ويليام إتش. راندال
ويليام إتش. راندال هو قاضي ومحامي وسياسي أمريكي، ولد في 15 يوليو 1812 في مقاطعة ماديسون في الولايات المتحدة، وتوفي في 1 أغسطس 1881 في لندن في الولايات المتحدة. نشط حزبياً في Unconditional Union Party ‏. وقد انتخب عضو مجلس النواب الأمريكي ‏.